# Jesús Navas González
Jesús Navas González (Los Palacios y Villafranca, 21 de novembre de 1985) és un exfutbolista andalús, que jugava de lateral. El seu últim equip va ser el Sevilla FC. Va ser internacional amb la selecció espanyola.

## Trajectòria esportiva

### Manchester City
El 3 de juny del 2013 es va fer oficial el seu fitxatge pel Manchester City. El cost del traspàs va ascendir als 20 milions d'euros més 5,5 milions en conceptes variables.

### Retorn al Sevilla
L'1 d'agost de 2017, el Sevilla FC va anunciar el retorn de Jesús Navas al seu antic equip, amb un contracte de quatre anys.

### Selecció estatal
El 27 de maig de 2013, entrà a la llista de 26 preseleccionats per Vicente del Bosque per disputar la Copa Confederacions 2013, i posteriorment el 2 de juny, entrà a la llista definitiva de convocats per aquesta competició.
Fou inclòs a la llista provisional de 30 jugadors que Vicente del Bosque va confeccionar pel Mundial del Brasil, però fou finalment un dels set homes que no varen entrar a la llista final.
El 18 de juny de 2023 va jugar com a titular a la final de la Lliga de Nacions de la UEFA 2023 que Espanya va guanyar contra Croàcia per 5-4 als penals després d'un empat a 0 després de la pròrroga assolint així el seu primer títol de la Lliga de Nacions de la UEFA.

## Palmarès

### Sevilla FC
- 4 Copes de la UEFA (2005-06, 2006-07, 2019-20 i 2022-23)
- 1 Supercopa d'Europa (2006)
- 2 Copes del Rei (2006-07 i 2009-10)
- 1 Supercopa d'Espanya (2007)

### Manchester City FC
- 1 FA Premier League (2013-14)
- 2 Copa de la lliga (2013-14 i 2015-16)

### Selecció espanyola
- 1 Copa del Món de Futbol: 2010
- 2 Campionats d'Europa: 2012, 2024[11]
- 1 Lliga de les Nacions de la UEFA: 2022-23[12]